# Jindřich
Jindřich je mužské křestní jméno německého původu vzniklé z Heinrich, Heimerich (heim – domov, rihhi – vládce) nebo Haganrich – „vládce domu“. Jinou českou variantou tohoto jména je Hynek. Podle českého kalendáře má svátek 15. července.

## Statistické údaje
Následující tabulka uvádí četnost jména v ČR a pořadí mezi mužskými jmény ve srovnání dvou roků, pro které jsou dostupné údaje MV ČR – lze z ní tedy vysledovat trend v užívání tohoto jména:
| Rok       | Četnost     | Pořadí     |
| 1999      | 32 556      | 32.        |
| 2002      | 31 511      | 33.        |
| Porovnání | o 1045 méně | o 1 hůře   |
| 2006      | 29 628      | 38.        |
| Porovnání | o 344 méně  | beze změny |
| 2007      | 29 284      | 38.        |
| Porovnání | o 3054 méně | o 58 hůře  |
| 2016      | 26 230      | 96.        |

Změna procentního zastoupení tohoto jména mezi žijícími muži v ČR (tj. procentní změna se započítáním celkového úbytku mužů v ČR za sledované tři roky 1999–2002) je –2,5%.

## Domácí podoby
Jindříšek, Jindrášek, Jíra, Jíňa, Jindra, Jindráš, Jindrouš, Jindráček, Henry, Harry

## Jindřich v jiných jazycích
- Slovensky: Henrich
- Lotyšsky: Indrikis
- Polsky: Henryk
- Rusky: Genrich
- Německy: Heinrich nebo Heinz
- Italsky: Enrico
- Francouzsky: Henri
- Anglicky: Henry nebo Harry
- Švédsky, dánsky, maďarsky: Henrik
- Španělsky: Enrique
- Portugalsky: Henrique
- Nizozemsky: Hendrik
- Latinsky: Henricus

## Známí nositelé jména
panovníci a osoby s predikátem
- Jindřich I. – více osob, rozcestník
- Jindřich I. Anglický (1068–1135) – anglický král normandského původu
- Jindřich I. Francouzský (1009/10–1060) – francouzský král
- Jindřich II. (972/3–1024) – císař Svaté říše římské
- Jindřich II. (rozcestník) – více osob
- Jindřich III. – více osob, rozcestník
- Jindřich IV. (1050–1106) – římský císař
- Jindřich IV. (rozcestník) – více osob
- Jindřich V. – více osob, rozcestník
- Jindřich VI. Anglický (1421–1471) – anglický král
- Jindřich VI. Štaufský (1165–1197) – císař a také sicilský král
- Jindřich VII. – více osob, rozcestník
- Jindřich VIII. Tudor (1491–1547) – anglický a irský král
- Jindřich Břetislav († 1197) – český kníže a pražský biskup
- Jindřich Burgundský (1066–1112) – portugalský hrabě, zakladatel portugalské linie burgundského rodu, otec prvního portugalského krále Alfonse I.
- Jindřich z Hradce – více osob, rozcestník
- Jindřich Korutanský († 1335) – v letech 1306–1310 český král
- Jindřich z Lancasteru (1281–1345) – anglický šlechtic
- Jindřich Lev (1129–1195) – vévoda saský a bavorský
- Jindřich Přemyslovec († po 1169) – bratr krále Vladislava II., účastník křížové výpravy
- Jindřich Špýrský, (asi 965–989) — hrabě z Wormsgau a otec císaře Konráda II. Sálského
- Jindřich z Winchesteru (1101–1171) – opat, biskup z Winchesteru, bratr anglického krále Štěpána

ostatní
- Jindřich Šimon Baar (1869–1925) – český katolický kněz a spisovatel, představitel realismu a tzv. venkovské prózy
- Heinrich Heine (1797–1856) – německý spisovatel
- Heinrich Himmler (1900–1945) – německý nacistický pohlavár, říšský vůdce SS
- Genrich Jagoda (1891–1938) – sovětský politik, velitel NKVD za Velkých čistek, oběť Stalinova teroru
- Jindřich Jindrák (1931–1993) – český operní pěvec
- Jindřich Jindřich (1876–1967) – český skladatel, klavírista a etnograf
- Jindřich Parma (* 1952) – český hudební skladatel
- Jindřich Pospíšil (* 1942) – český hráč kolové
- Jindřich Svoboda (* 1952) – český fotbalista
- Jindřich Štyrský (1899–1942) – český fotograf, malíř, spisovatel a výtvarník
- Jindřich Trpišovský (* 1976) – český fotbalový trenér
- Jindřich Wankel (1821–1897) – lékař a významný moravský archeolog a speleolog
- Jindřich Zdík (1083–1150) – olomoucký biskup a diplomat

## Jindřich nebo Jindra jako příjmení
Viz článek Jindřich (příjmení) nebo Jindra (příjmení).